# 노우드 러셀 핸슨
노우드 러셀 핸슨(영어: Norwood Russell Hanson, 1924년 ~ 1967년)은 미국의 과학철학자이다. 핸슨은 관측 및 관찰이 특정 이론을 담고(theory-laden) 있으며, 관측 언어와 이론 언어가 깊이 얽혀 있고, 역사적 이해와 현대적 이해 또한 밀접하게 연결되어 있다는 주장의 선구자이다. 핸슨은 과학적 발견의 논리(logic of discovery)의 이해와 발전에 많은 관심을 가졌으며, 과학적 발견이 일어나는 것에 대한 논리적 설명을 구축하려고 했다.

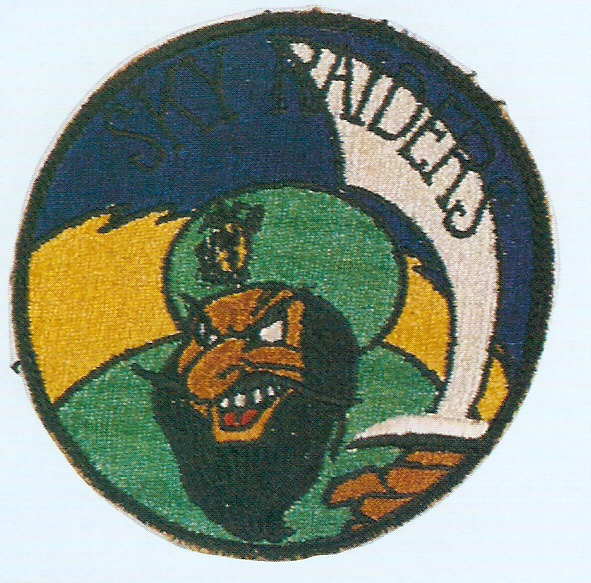
핸슨이 디자인한 중대 로고.

핸슨은 원래 트럼펫 연주자였으나, 제2차 세계 대전이 일어나면서 미국 해안경비대에 입대, 나중에 미국 해병대로 옮겨 가 항공모함 USS 프랭클린의 제452 해병대 전투기 중대에서 근무했다. 1945년 3월 19일에 USS 프랭클린 호가 폭격당해 거의 파괴되자 핸슨은 콜세어를 몰고 거의 마지막에 빠져나왔다.
2,000 시간 이상을 비행한 뒤 핸슨은 민간인 생활로 돌아갔으나, 음악을 다시 하지 않고 철학자로서 새 삶을 시작했다. 핸슨은 시카고 대학교, 콜롬비아 대학교, 옥스퍼드 대학교, 케임브리지 대학교에서 학위를 취득하고 1957년에 인디애나 대학교 과학사과학철학과 교수가 되었으며, 프린스턴 고등연구소 학회원이 되었다. 1963년에 핸슨은 예일 대학교로 가서 교수가 되었는데, 이때도 취미삼아 비행기를 몰고 다녔다. 베어캣 전투기를 몰고 다니는 핸슨의 기행에 학생들은 그를 ‘비행 교수’(The Flying Professor)라고 불렀다.
1967년에 베어캣 전투기를 몰고 뉴욕 상공을 비행하던 핸슨은 안개로 인해 뉴욕주 이사카에 추락하여 사망하였다.

## 영향
핸슨의 개념은 토머스 쿤이 《과학혁명의 구조》에서 핸슨을 인용하게 되면서 그의 생각도 학계에 알려지게 된다.
그러나 핸슨은 쿤의 패러다임 전환 설명이 개념적으로 순환적이어서 반증이 불가능하다고 비판하였다.
이후 로버트 노직(Robert Nozick)이 1974년 《무정부, 국가, 그리고 유토피아》(Anarchy, State, and Utopia)에서 하이젠베르크와 핸슨을 인용하면서 이를 인식론적 바탕으로 하여 책을 저술하게 된다.

## 저서
- 《과학적 발견의 패턴: 과학의 개념적 기초에 대한 탐구》(Patterns of Discovery: An Inquiry into the Conceptual Foundations of Science.),, 케임브리지 대학교 출판부, 1958년. ISBN 0-521-05197-5 한국어판 ISBN 978-89-8371-194-6
- 《양전자의 개념》(The Concept of the Positron), 케임브리지 대학교 출판부, 1963년. ISBN 0-521-05198-3.
- 《지각과 발견: 과학 연구의 도입부》(Perception and Discovery: An Introduction to Scientific Inquiry) Freeman, Cooper & Co., 1969 [Wadsworth, 1970]. ISBN 0-87735-509-6.
- 《관찰과 해석: 과학철학 안내서》(Observation and Explanation: A Guide to Philosophy of Science (Harper Essays in Philosophy)) Harper & Row, 1971년. ISBN 0-06-131575-3.
- 《내가 믿지 않는 것 외》(What I Do Not Believe and Other Essays,) (Toulmin/Woolf, eds). Synthese Library, D. Reidel, 1971년. ISBN 90-277-0191-1.
- 《성도와 추측》(Constellations and Conjectures), (Humphreys, ed). D. Reidel, 1973년. ISBN 90-277-0192-X.

## 같이 보기
- 이론적재성
- 미국 철학

1. 1 2  Lund, Matthew (2010). 《N.R. Hanson: Observation, Discovery, and Scientific Change》. Humanity Books. ISBN 978-1-59102-772-0.
2. ↑  토머스 쿤. 《과학혁명의 구조》 김영자, 홍성욱 옮김. 까치글방. 2019(14쇄) 3장 p.94-96, 8장 p.166, p.175-176, 10장 p.212-213
3. ↑  Lund, Matthew (2007). “N.R. Hanson on the Relation Between Philosophy and History of Science” (PDF). 《PhilSci-Archive》. 2024년 7월 9일에 원본 문서 (PDF)에서 보존된 문서.
4. ↑  로버트 노직. 《아나키에서 유토피아로》. 남경희 옮김. 문학과 지성사. 1997 p.26~28